# ادهر الخلف (اهل الريف)
ادهر الخلف هو دُوَّار يقع بجماعة كرمة بن سالم، عمالة مكناس، جهة فاس مكناس في المملكة المغربية. ينتمي الدوّار لمشيخة اهل الريف التي تضم 11 دوار. يقدر عدد سكانه بـ 106 نسمة حسب الإحصاء الرسمي للسكان والسكنى لسنة 2004.

## روابط خارجية
- البوابة الوطنية للجماعات الترابية
- المندوبية السامية للتخطيط